# كينيث إل. براون
كينيث إل. براون (بالإنجليزية: Kenneth L. Brown)‏ هو دبلوماسي أمريكي، ولد في 6 ديسمبر 1936.

## وصلات خارجية
- كينيث إل. براون على موقع إن إن دي بي (الإنجليزية)